# Manduca wellingi
Manduca wellingi là một loài bướm đêm thuộc họ Sphingidae. Loài này có ở México tới Belize.
Nó gần giống loài Manduca pellenia, nhưng nhỏ hơn.